# Уайлд-кард МЛБ
По итогам регулярного сезона Главной Лиги Бейсбола в каждой из лиг (Американской и Национальной) определяются участники плей-офф. В первую очередь право участия получают победители дивизионов. Дополнительно в каждой лиге две команды получают уайлд-кард. Места уайлд-кард (4-й и 5-й посев) предоставляются командам, имеющим лучшие показатели среди команд, не являющихся победителем дивизиона.
Команды, получившие уайлд-кард, участвуют в дополнительном раунде (1 игра), в котором разыгрывают между собой право участия в следующем раунде турнира. Преимущество домашнего поля получает команда, имеющая лучшие показатели по итогам регулярного сезона (4-й посев).
Победитель выходит в Серию дивизионов, где встречается с сильнейшей командой лиги (1-й посев).

## История и формат

### 1981
Впервые предоставление уайлд-кард мест было предусмотрено в сезоне 1981. По ходу турнира возникла пауза по причине забастовки игроков, которая длилась с 12 июня по 31 июля. В результате сезон был разделен на 2 примерно равные части.
Для определения победителей дивизионов, которые должны были принять участие в Чемпионских сериях лиг, было принято решение провести дополнительный раунд, в котором между собой встретились победители дивизионов первой и второй части сезона. При этом, если бы одна и та же команда оказалась победителем своего дивизиона в каждой из частей турнира, она не получила бы право участия в Чемпионской серии автоматически. Её соперником должна была стать команда, показавшая второй суммарный (по итогам обеих половин сезона) результат. Поскольку ни одна из команд не смогла выиграть свой дивизион в каждой из частей сезона, места уайлд-кард не были предоставлены никому.

### 1994—2011
В сезоне 1994 обе лиги были разделены на три дивизиона (добавлены дивизионы Центр, и произведена ротация команд). Для сохранения четного числа участников плей-офф, в каждой лиге было введено дополнительное место в плей-офф — уайлд-кард. Право на это место по итогам регулярного сезона получала лучшая из команд, не являющихся победителем дивизиона.
В результате этих изменений количество участников плей-офф удвоилось, и был введен дополнительный раунд до 3-х побед — Серии дивизионов.
Команда, получившая уайлд-кард, проводила серию с победителем одного из двух «чужих» дивизионов, показавшим наилучший результат по итогам регулярного сезона. Два других победителя дивизионов играли между собой.
Новый формат турнира должен был быть применен в сезоне 1994. Однако сезон не был доигран из-за забастовки игроков. Таким образом, первым сезоном, проведенным по новой схеме, стал сезон 1995 года.

### 2012- настоящее время
В сезоне 2012 было добавлено ещё одно место уайлд-кард. Таким образом, кроме трех победителей дивизионов ещё две лучшие из оставшихся команд имеют возможность поучаствовать в плей-офф.
Команды, получившие уайлд-кард, встречаются между собой в дополнительном раунде, состоящем всего из одной игры. Победитель получает право участвовать в Серии дивизионов и получает в соперники победителя дивизиона с лучшим результатом по итогам регулярного сезона (даже если он представляет этот же дивизион).

## Результаты

### Американская лига

#### Оригинальный формат (1 место уайлд-кард)
| Сезон | Команда         | Регулярный сезон   | Регулярный сезон | Выступление в Плей-офф                                                                               |
| Сезон | Команда         | Победы — Поражения | %                | Выступление в Плей-офф                                                                               |
| ----- | --------------- | ------------------ | ---------------- | --- |
| 1995  | Нью-Йорк Янкис  | 78 — 65            | .545             | СДАЛ: поражение (Маринерс: 2-3)                                                                      |
| 1996  | Балтимор Ориолс | 88 — 74            | .543             | СДАЛ: победа (Индианс: 3-1) → ЧСАЛ: поражение (Янкис: 1-4)                                           |
| 1997  | Нью-Йорк Янкис  | 96 — 66            | .593             | СДАЛ: поражение (Индианс: 2-3)                                                                       |
| 1998  | Бостон Ред Сокс | 92 — 70            | .568             | СДАЛ: поражение (Индианс: 1-3)                                                                       |
| 1999  | Бостон Ред Сокс | 94 — 68            | .580             | СДАЛ: победа (Индианс: 3-2) → ЧСАЛ: поражение (Янкис: 1-4)                                           |
| 2000  | Сиэтл Маринерс  | 91 — 71            | .562             | СДАЛ: победа (Уайт Сокс: 3-0) → ЧСАЛ: поражение (Янкис: 2-4)                                         |
| 2001  | Окленд Атлетикс | 102 — 60           | .630             | СДАЛ: поражение (Янкис: 2-3)                                                                         |
| 2002  | Анахайм Энджелс | 99 — 63            | .611             | СДАЛ: победа (Янкис: 3-1) → ЧСАЛ: победа (Твинс: 4-1) → Мировая серия: победа (Джайентс: 4-3)        |
| 2003  | Бостон Ред Сокс | 95 — 67            | .586             | СДАЛ: победа (Атлетикс: 3-2) → ЧСАЛ: поражение (Янкис: 3-4)                                          |
| 2004  | Бостон Ред Сокс | 98 — 64            | .605             | СДАЛ: победа (Энджелс: 3-0) → ЧСАЛ: победа (Янкис: 4-3) → Мировая серия: победа (Кардиналс: 4-0)     |
| 2005  | Бостон Ред Сокс | 95 — 67            | .586             | СДАЛ: поражение (Уайт Сокс: 0-3)                                                                     |
| 2006  | Детройт Тайгерс | 95 — 67            | .586             | СДАЛ: победа (Янкис: 3-1) → ЧСАЛ: победа (Атлетикс: 4-0) → Мировая серия: поражение (Кардиналс: 1-4) |
| 2007  | Нью-Йорк Янкис  | 94 — 68            | .580             | СДАЛ: поражение (Индианс: 1-3)                                                                       |
| 2008  | Бостон Ред Сокс | 95 — 67            | .586             | СДАЛ: победа (Энджелс: 3-1) → ЧСАЛ: поражение (Рейс: 3-4)                                            |
| 2009  | Бостон Ред Сокс | 95 — 67            | .586             | СДАЛ: поражение (Энджелс: 0-3)                                                                       |
| 2010  | Нью-Йорк Янкис  | 95 — 67            | .586             | СДАЛ: победа (Твинс: 3-0) → ЧСАЛ: поражение (Рейнджерс: 2-4)                                         |
| 2011  | Тампа-Бэй Рейс  | 91 — 71            | .562             | СДАЛ: поражение (Рейнджерс: 1-3)                                                                     |

#### Расширенный формат (2 места уайлд-кард)
| Сезон | Победитель                | Проигравший              | Счёт           | Дальнейшее выступление победителя в Плей-офф                                                        |
| ----- | ------------------------- | ------------------------ | -------------- | --------------------------------------------------------------------------------------------------- |
| 2012  | Балтимор Ориолс гости     | Техас Рейнджерс хозяева  | 5 — 1          | СДАЛ: поражение (Янкис: 2-3)                                                                        |
| 2013  | Тампа-Бэй Рейс гости      | Кливленд Индианс хозяева | 4 — 0          | СДАЛ: поражение (Ред Сокс: 1-3)                                                                     |
| 2014  | Канзас-Сити Роялс хозяева | Окленд Атлетикс гости    | 9 — 8 (12 ин.) | СДАЛ: победа (Энджелс: 3-0) → ЧСАЛ: победа (Ориолс: 4-0) → Мировая серия: поражение (Джайентс: 3-4) |
| 2015  | Хьюстон Астрос гости      | Нью-Йорк Янкис хозяева   | 3 — 0          | СДАЛ: поражение (Роялс: 2-3)                                                                        |
| 2016  | Торонто Блю Джейс хозяева | Балтимор Ориолс гости    | 5 — 2 (11 ин.) | СДАЛ: победа (Рейнджерс: 3-0) → ЧСАЛ: поражение (Индианс: 1-4)                                      |
| 2017  | Нью-Йорк Янкис хозяева    | Миннесота Твинс гости    | 8 — 4          | СДАЛ: победа (Индианс: 3-2) → ЧСАЛ: поражение (Астрос: 3-4)                                         |
| 2018  | Нью-Йорк Янкис хозяева    | Окленд Атлетикс гости    | 7 — 2          | СДАЛ: поражение (Ред Сокс: 1-3)                                                                     |
| 2019  | Тампа-Бэй Рейс гости      | Окленд Атлетикс хозяева  | 5 — 1          | СДАЛ: поражение (Астрос: 2-3)                                                                       |

#### Сводная статистика
Выступление команд в сезоны получения уайлд-кард.
| Команда              | Кол-во | Сезоны                                   | Выступление в Плей-офф | Выступление в Плей-офф | Выступление в Плей-офф | Выступление в Плей-офф | Победы в Мировой серии |
| Команда              | Кол-во | Сезоны                                   | Раунд уайлд-кард       | Серии дивизионов       | Чемпионская серия      | Мировая серия          | Победы в Мировой серии |
| -------------------- | ------ | ---------------------------------------- | ---------------------- | ---------------------- | ---------------------- | ---------------------- | ---------------------- |
| Бостон Ред Сокс      | 7      | 1998; 1999; 2003; 2004; 2005; 2008; 2009 | -                      | 4 — 3                  | 1 — 3                  | 1 — 0                  | 2004                   |
| Нью-Йорк Янкис       | 7      | 1995; 1997; 2007; 2010; 2015; 2017; 2018 | 2 — 1                  | 2 — 4                  | 0 — 2                  | -                      |                        |
| Окленд Атлетикс      | 4      | 2001; 2014; 2018; 2019                   | 0 — 3                  | 0 — 1                  | -                      | -                      |                        |
| Балтимор Ориолс      | 3      | 1996; 2012; 2016                         | 1 — 1                  | 1 — 1                  | 0 — 1                  | -                      |                        |
| Тампа-Бэй Рейс       | 3      | 2011; 2013; 2019                         | 2 — 0                  | 0 — 3                  | -                      | -                      |                        |
| Лос-Анджелес Энджелс | 1      | 2002                                     | -                      | 1 — 0                  | 1 — 0                  | 1 — 0                  | 2002                   |
| Канзас-Сити Роялс    | 1      | 2014                                     | 1 — 0                  | 1 — 0                  | 1 — 0                  | 0 — 1                  |                        |
| Торонто Блю Джейс    | 1      | 2016                                     | 1 — 0                  | 1 — 0                  | 1 — 0                  | 0 — 1                  |                        |
| Детройт Тайгерс      | 1      | 2006                                     | -                      | 1 — 0                  | 1 — 0                  | 0 — 1                  |                        |
| Сиэтл Маринерс       | 1      | 2000                                     | -                      | 1 — 0                  | 0 — 1                  | -                      |                        |
| Хьюстон Астрос       | 1      | 2015                                     | 1 — 0                  | 0 — 1                  | -                      | -                      |                        |
| Кливленд Индианс     | 1      | 2013                                     | 0 — 1                  | -                      | -                      | -                      |                        |
| Миннесота Твинс      | 1      | 2017                                     | 0 — 1                  | -                      | -                      | -                      |                        |
| Техас Рейнджерс      | 1      | 2012                                     | 0 — 1                  | -                      | -                      | -                      |                        |

### Национальная лига

#### Оригинальный формат (1 место уайлд-кард)
| Сезон | Команда                | Регулярный сезон   | Регулярный сезон | Выступление в Плей-офф                                                                                  |
| Сезон | Команда                | Победы — Поражения | %                | Выступление в Плей-офф                                                                                  |
| ----- | ---------------------- | ------------------ | ---------------- | --- |
| 1995  | Колорадо Рокиз         | 77 — 67            | .535             | СДНЛ: поражение (Брэйвз: 1-3)                                                                           |
| 1996  | Лос-Анджелес Доджерс   | 90 — 72            | .556             | СДНЛ: поражение (Брэйвз: 0-3)                                                                           |
| 1997  | Флорида Марлинс        | 92 — 70            | .568             | СДНЛ: победа (Джайентс: 3-0) → ЧСНЛ: победа (Брэйвз: 4-2) → Мировая серия: победа (Индианс: 4-3)        |
| 1998  | Чикаго Кабс            | 90 — 73            | .552             | СДНЛ: поражение (Брэйвз: 0-3)                                                                           |
| 1999  | Нью-Йорк Метс          | 97 — 66            | .595             | СДНЛ: победа (Даймондбэкс: 3-1) → ЧСНЛ: поражение (Брэйвз: 2-4)                                         |
| 2000  | Нью-Йорк Метс          | 94 — 68            | .580             | СДНЛ: победа (Джайентс: 3-1) → ЧСНЛ: победа (Кардиналс: 4-1) → Мировая серия: поражение (Янкис: 1-4)    |
| 2001  | Сент-Луис Кардиналс    | 93 — 69            | .574             | СДНЛ: поражение (Даймондбэкс: 2-3)                                                                      |
| 2002  | Сан-Франциско Джайентс | 95 — 66            | .590             | СДНЛ: победа (Брэйвз: 3-2) → ЧСНЛ: победа (Кардиналс: 4-1) → Мировая серия: поражение (Энджелс: 3-4)    |
| 2003  | Флорида Марлинс        | 91 — 71            | .562             | СДНЛ: победа (Джайентс: 3-1) → ЧСНЛ: победа (Кабс: 4-3) → Мировая серия: победа (Янкис: 4-2)            |
| 2004  | Хьюстон Астрос         | 92 — 70            | .568             | СДНЛ: победа (Брэйвз: 3-2) → ЧСНЛ: поражение (Кардиналс: 3-4)                                           |
| 2005  | Хьюстон Астрос         | 89 — 73            | .549             | СДНЛ: победа (Брэйвз: 3-1) → ЧСНЛ: победа (Кардиналс: 4-2) → Мировая серия: поражение (Уайт Сокс: 0-4)  |
| 2006  | Лос-Анджелес Доджерс   | 88 — 74            | .543             | СДНЛ: поражение (Метс: 0-3)                                                                             |
| 2007  | Колорадо Рокиз         | 90 — 73            | .552             | СДНЛ: победа (Филлис: 3-0) → ЧСНЛ: победа (Даймондбэкс: 4-0) → Мировая серия: поражение (Ред Сокс: 0-4) |
| 2008  | Милуоки Брюэрс         | 90 — 72            | .556             | СДНЛ: поражение (Филлис: 1-3)                                                                           |
| 2009  | Колорадо Рокиз         | 92 — 70            | .568             | СДНЛ: поражение (Филлис: 1-3)                                                                           |
| 2010  | Атланта Брэйвз         | 91 — 71            | .562             | СДНЛ: поражение (Джайентс: 1-3)                                                                         |
| 2011  | Сент-Луис Кардиналс    | 90 — 72            | .556             | СДНЛ: победа (Филлис: 3-2) → ЧСНЛ: победа (Брюэрс: 4-2) → Мировая серия: победа (Рейнджерс: 4-3)        |

#### Расширенный формат (2 места уайлд-кард)
| Сезон | Победитель                   | Проигравший               | Счёт           | Дальнейшее выступление победителя в Плей-офф                                                       |
| ----- | ---------------------------- | ------------------------- | -------------- | -------------------------------------------------------------------------------------------------- |
| 2012  | Сент-Луис Кардиналс гости    | Атланта Брэйвз хозяева    | 6 — 3          | СДНЛ: победа (Нэшионалс: 3-2) → ЧСНЛ: поражение (Джайентс: 3-4)                                    |
| 2013  | Питтсбург Пайрэтс хозяева    | Цинциннати Редс гости     | 6 — 2          | СДНЛ: поражение (Кардиналс: 2-3)                                                                   |
| 2014  | Сан-Франциско Джайентс гости | Питтсбург Пайрэтс хозяева | 8 — 0          | СДНЛ: победа (Нэшионалс: 3-1) → ЧСНЛ: победа (Кардиналс: 4-1) → Мировая серия: победа (Роялс: 4-3) |
| 2015  | Чикаго Кабс гости            | Питтсбург Пайрэтс хозяева | 4 — 0          | СДНЛ: победа (Кардиналс: 3-1) → ЧСНЛ: поражение (Метс: 0-4)                                        |
| 2016  | Сан-Франциско Джайентс гости | Нью-Йорк Метс хозяева     | 3 — 0          | СДНЛ: поражение (Кабс: 1-3)                                                                        |
| 2017  | Аризона Даймондбэкс хозяева  | Колорадо Рокиз гости      | 11 — 8         | СДНЛ: поражение (Доджерс: 0-3)                                                                     |
| 2018  | Колорадо Рокиз гости         | Чикаго Кабс хозяева       | 2 — 1 (13 ин.) | СДНЛ: поражение (Брюэрс: 0-3)                                                                      |
| 2019  | Вашингтон Нэшионалс хозяева  | Милуоки Брюэрс гости      | 4 — 3          | СДНЛ: победа (Доджерс: 3-2) → ЧСНЛ: победа (Кардиналс: 4-0)→ Мировая серия: победа (Астрос: 4-3)   |

#### Сводная статистика
Выступление команд в сезоны получения уайлд-кард.
| Команда                | Кол-во | Сезоны                       | Выступление в Плей-офф | Выступление в Плей-офф | Выступление в Плей-офф | Выступление в Плей-офф | Победы в Мировой серии |
| Команда                | Кол-во | Сезоны                       | Раунд уайлд-кард       | Серии дивизионов       | Чемпионская серия      | Мировая серия          | Победы в Мировой серии |
| ---------------------- | ------ | ---------------------------- | ---------------------- | ---------------------- | ---------------------- | ---------------------- | ---------------------- |
| Колорадо Рокиз         | 5      | 1995; 2007; 2009; 2017; 2018 | 1 — 1                  | 1 — 3                  | 1 — 0                  | 0 — 1                  |                        |
| Сан-Франциско Джайентс | 3      | 2002; 2014; 2016             | 2 — 0                  | 2 — 1                  | 2 — 0                  | 1 — 1                  | 2014                   |
| Сент-Луис Кардиналс    | 3      | 2001; 2011; 2012             | 1 — 0                  | 2 — 1                  | 1 — 1                  | 1 — 0                  | 2011                   |
| Нью-Йорк Метс          | 3      | 1999; 2000; 2016             | 0 — 1                  | 2 — 0                  | 1 — 1                  | 0 — 1                  |                        |
| Чикаго Кабс            | 3      | 1998; 2015; 2018             | 1 — 1                  | 1 — 1                  | 0 — 1                  | -                      |                        |
| Питтсбург Пайрэтс      | 3      | 2013; 2014; 2015             | 1 — 2                  | 0 — 1                  | -                      | -                      |                        |
| Майами Марлинс         | 2      | 1997; 2003                   | -                      | 2 — 0                  | 2 — 0                  | 2 — 0                  | 1997; 2003             |
| Хьюстон Астрос         | 2      | 2004; 2005                   | -                      | 2 — 0                  | 1 — 1                  | 0 — 1                  |                        |
| Лос-Анджелес Доджерс   | 2      | 1996; 2006                   | -                      | 0 — 2                  | -                      | -                      |                        |
| Атланта Брэйвз         | 2      | 2010; 2013                   | 0 — 1                  | 0 — 1                  | -                      | -                      |                        |
| Милуоки Брюэрс         | 2      | 2008; 2019                   | 0 — 1                  | 0 — 1                  | -                      | -                      |                        |
| Вашингтон Нэшионалс    | 1      | 2019                         | 1 — 0                  | 1 — 0                  | 1 — 0                  | 1 — 0                  | 2019                   |
| Аризона Даймондбэкс    | 1      | 2017                         | 1 — 0                  | 0 — 1                  | -                      | -                      |                        |
| Цинциннати Редс        | 1      | 2013                         | 0 — 1                  | -                      | -                      | -                      |                        |

## Достижения и рекорды
- Удивительную статистику имеет Майами Марлинс (до 2011 года клуб носил название «Флорида Марлинс»). Команда лишь дважды выступала в плей-офф МЛБ (в сезонах 1997 и 2003). Оба раза попала в плей-офф через уайлд-кард. Оба раза прошла в серии дивизионов Сан-Франциско Джайентс и дошла до Мировой серии. В обоих случаях победила в Мировой серии. Таким образом Майами Марлинс является:
  - первым получившим уайлд-кард клубом, победившим в Чемпионской серии и прошедшим в Мировую серию в 1997 году.
  - первым получившим уайлд-кард клубом, победившим в Мировой серии (1997).
  - первым и на данный момент единственным клубом, победившим в двух Мировых сериях (1997, 2003) в статусе команды, получившей уайлд-кард.
  - единственным клубом, не проигравшим в плей-офф ни одной серии.
- Шесть команд, проходивших через уайлд-кард, побеждали в Мировой серии: Флорида Марлинс (1997, 2003), Анахайм Энджелс (2002), Бостон Ред Сокс (2004), Сент-Луис Кардиналс (2011), Сан-Франциско Джайентс (2014) и Вашингтон Нэшионалс (2019).
- Три года подряд (2002—2004) победителем Мировой серии становилась команда, прошедшая через уайлд-кард.
- На протяжении 7 сезонов подряд (2002—2007) как минимум одним из участников Мировой серии была команда, прошедшая через уайлд-кард.
- В мировых сериях 2002 и 2014 годов оба участника — команды, получившие уайлд-кард.
- Балтимор Ориолс — первая команда, которой удалось выиграть серию дивизионов, попав туда через уайлд-кард (в сезоне 1996).
- Хьюстон Астрос — единственная команда, получавшая уайлд-кард в обеих лигах: в Национальной (2004, 2005) и Американской (2015).
- Чаще всех получали уайлд-кард Бостон Ред Сокс и Нью-Йорк Янкис (по 7 раз).
- Лишь три команды никогда не получали уайлд-кард: Сан-Диего Падрес, Филадельфия Филлис и Чикаго Уайт Сокс.